# فازينورن
فازينورن (بالإنجليزية: Wasenhorn)‏ هو أحد جبال سلسلة جبال الألب ليبونتيني ويقع في كانتون فاليز في سويسرا. يحتل المرتبة رقم 115 في قائمة جبال سويسرا من حيث الارتفاع، إذ يبلغ ارتفاعه حوالي 3246 متر، بينما يبلغ ارتفاع نتوء الجبل 476 متر، هذا وقد سجل أول وصول لقمة الجبل عام 1844.